# メヒティルディス・フォン・エスターライヒ
メヒティルディス・フォン・エスターライヒ（Mechthildis Erzherzogin von Österreich, 1891年10月11日 - 1966年2月6日）は、オーストリア皇帝家の分家テシェン公爵家の公女。貴賤結婚により皇族の身分を失った。全名はメヒティルディス・マリア・クリスティーナ・レオーナ・テレジア・ロザーリア・ニコジア（Mechthildis Maria Christina Leona Theresia Rosaria Nikosia）。

## 生涯
二重帝国海軍の提督を務めるカール・シュテファン大公と、その妻でハプスブルク＝トスカーナ家出身のマリア・テレジア大公女の間の第4子、三女として、ポーラで生まれた。洗礼名は父の従姉で悲劇的な事故死を遂げたマティルデ大公女に因んだものだが、マティルデ（Mathilde）の古形メヒティルディス（Mechthildis）が選ばれた。姉妹と一緒に語学に特化した教育を受け、家庭教師にドイツ語（母語）、イタリア語、英語、フランス語、ポーランド語を教え込まれた。父の任地イストリア半島で育ったが、1907年より家族と一緒にガリツィアのザイブッシュに転居した。
父の政治的野心により、メヒティルディスは次姉のレナータと同様にポーランド人大貴族の子息と縁組させられることになった。メヒティルディスは1913年1月11日、ザイブッシュ城においてオルギェルト・チャルトリスキ公爵（1888年 - 1977年）と結婚した。2人の結婚の2日前に、長姉エレオノーラが幼馴染みの海軍士官と結婚していた。夫のオルギェルトの属するチャルトリスキ家は君主家系でないためハプスブルク家とは身分の釣り合いが取れず、この結婚は貴賤結婚とされた。このためメヒティルディスは結婚に際して皇族の身分・称号を全て放棄した。
公爵夫妻は所領のシェレツ（Sielec）で暮らし、間に2男2女をもうけた。第2次世界大戦が始まると、一家は親交のあったブラジル皇帝家家長ペドロ・ガスタン皇子を頼ってブラジルに亡命した。

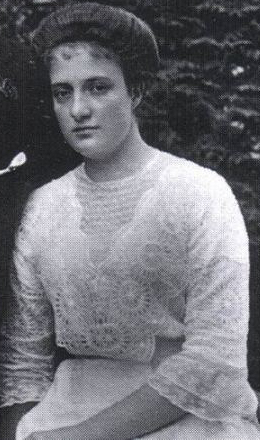
メヒティルディス大公女、1913年